# 12. Flak-Division
La 12. Flak-Division (12e division de Flak) est une division de lutte antiaérienne de la Luftwaffe allemande au sein de la Wehrmacht durant la Seconde Guerre mondiale.

## Historique
La 12. Flak-Division est mise sur pied le 22 septembre 1941 à Le Voisin à Rambouillet à partir du Stab/Flak-Brigade IX.
Elle est transférée en Russie centrale dans la région de Ripshevo. En mai 1942, la division est affectée dans la partie sud de l'Heeresgruppe Mitte (2. et la 4. Armee.
En janvier 1943, elle est à Briansk, puis plus tard à Orel et Koursk. En 1943/1944, elle échange des régiments avec la 18. Flak-Division (les 34e et 101e régiments à la 18. Flak-Division, et les 35e, 125e et 133e venant de la 18. Flak-Division).
Le Stab/Flak-Regiment 34 (v) et le Stab/Flak-Regiment 134 (mot.) sont ajoutés à la division en décembre 1943.
Elle échappe à la destruction de l'Heeresgruppe Mitte en juin 1944, en juillet 1944 à Baranovichi, et plus tard à Mlawa.
Elle est réorganisée en août 1944.

Le Stab/Flak-Regiment 101 (mot.) est dissout en septembre 1944, et est remplacé par le Stab/Flak-Regiment 31 (v).

Le Stab/Flak-Regiment 23 (mot.) rejoint la division en octobre 1944.
Le Stab/Heimat-Flak-Abteilung 60./VIII est brièvement rattaché à la division d'octobre à novembre 1944.
En 1945, elle assure son service dans l'estuaire de Weichsel et à Dantzig rattachée à la 2. Armee. Le 1er mars 1945, elle est à Grottkau sous commandement de la II. Flakkorps, et le 8 mars 1945 à Dantzig-Oliva. Le 10 avril 1945, elle quitte la ligne de front et est transférée à Swinemünde. La division devait être transportée à Pilsen, mais finit la guerre à Berlin.

## Commandement
| Début             | Fin               | Grade           | Nom                  |
| ----------------- | ----------------- | --------------- | -------------------- |
| 22 septembre 1941 | 1er décembre 1941 | Generalleutnant | Rudolf Eibenstein    |
| 1er décembre 1941 | 20 décembre 1942  | Generalleutnant | Gotthard Frantz (en) |
| 21 décembre 1942  | 25 avril 1944     | Generalleutnant | Ernst Buffa (en)     |
| 25 avril 1944     | 9 mai 1945        | Generalleutnant | Werner Prellberg     |

### Chef d'état-major (Ia)
| Début       | Fin      | Grade          | Nom                |
| ----------- | -------- | -------------- | ------------------ |
| ? 1941      | ? 1942   | Major          | Hermann Lewerenz   |
| ?           | ?        | ?              | ?                  |
| 3 août 1944 | ? 1944   | Hauptmann      | Gebauer            |
| ? 1944      | Mai 1945 | Oberstleutnant | Erich Georg Hornig |

## Organisation

### Rattachement
| Début              | Fin               | Commandement                          |
| ------------------ | ----------------- | ------------------------------------- |
| 1er septembre 1941 | 21 septembre 1941 | Luftgau-Kommando Westfrankreich       |
| 21 septembre 1941  | 30 novembre 1941  | Luftflotte 2                          |
| 30 novembre 1941   | 1er avril 1942    | Oberbefehlshaber der Luftwaffe (ObdL) |
| 1er avril 1942     | 6 mai 1943        | Luftwaffenkommando Ost                |
| 6 mai 1943         | 8 mars 1945       | Luftflotte 6                          |
| 8 mars 1945        | 12 mars 1945      | Luftwaffenkommando Westpreußen        |
| 12 mars 1945       | Avril 1945        | Luftwaffenkommando Ostpreußen         |
| Avril 1945         | Mai 1945          | Luftwaffenkommando VIII               |

### Unités subordonnées
Formation le 22 septembre 1941 :
Organisation en mai 1942 :
- Stab/Flak-Regiment 21 (mot.)
- Stab/Flak-Regiment 34 (mot.)
- Stab/Flak-Regiment 101 (mot.)
- Luftnachrichten-Abteilung 132

Organisation le 1er novembre 1943 :
- Stab/Flak-Regiment 21 (mot.)
- Stab/Flak-Regiment 101 (mot.)
- Luftnachrichten-Betriebs-Kompanie 132

Organisation le 1er mars 1944 :
- Stab/Flak-Brigade 10 (mot.)
- Stab/Flak-Brigade 10 (mot.)
- Stab/Flak-Regiment 21 (mot.)
- Stab/Flak-Regiment 101 (mot.)
- Stab/Flak-Regiment 125 (mot.)
- Stab/Flak-Regiment 134 (mot.)
- Luftnachrichten-Betriebs-Kompanie 132

Organisation le 1er septembre 1944 :
- Stab/Flak-Regiment 21 (mot.)
- Stab/Flak-Regiment 77 (mot.)
- Stab/Flak-Regiment 101 (mot.)
- Luftnachrichten-Betriebs-Kompanie 132

Organisation le 1er décembre 1944 :
- Stab/Flak-Regiment 21 (mot.)
- Stab/Flak-Regiment 23 (mot.)
- Stab/Flak-Regiment 31 (v)
- Stab/Flak-Regiment 77 (mot.)
- Luftnachrichten-Betriebs-Kompanie 132

### Livres
- Georges Bernage & François de Lannoy, Dictionnaire historique de la Luftwaffe et de la Waffen-SS, Éditions Heimdal, 1998
- (de) Karl-Heinz Hummel:Die deutsche Flakartillerie 1935 - 1945 - Ihre Großverbände und Regimenter, VDM Heinz Nickel, 2010